# Rupert (Virginia Occidentale)
Rupert è un comune degli Stati Uniti d'America, situato nello Stato della Virginia Occidentale, nella Contea di Greenbrier.